# Jesús Mérida Pérez
Jesús Mérida Pérez (Cieza, Murcia, 17 de mayo de 1891 - Astorga, León, 16 de mayo de 1956) fue un obispo católico, canonista y abad español, rector de la Universidad de Murcia (1939-1944) y obispo de Astorga (1943-1956).

## Biografía
Inició sus estudios eclesiásticos en el Seminario Diocesano de Murcia. En 1909 se trasladó a Roma, alojándose en el Pontificio Colegio Español. En la capital italiana se doctoró en Filosofía en la Universidad Pontificia de Santo Tomás de Aquino, y en Teología y Derecho Canónico en la Pontificia Universidad Gregoriana. 
Se ordenó sacerdote el 1 de noviembre de 1913. En 1917 ganó por oposición, una cátedra en la Abadía del Sacromonte (Granada) y en 1924 fue nombrado rector. En 1927 fue vicario general del Arzobispado de Granada y finalmente, abad de dicha abadía.
Comenzó su actividad docente como profesor del Seminario de Murcia. Fue nombrado fiscal eclesiástico de la diócesis de Cartagena. Consiguió, por medio de una oposición ser catedrático de Derecho Canónico de la Facultad de Derecho de la Universidad de Murcia y posteriormente rector de dicha Universidad (1939-1944).
Nombrado obispo de la diócesis de Astorga el 10 de junio de 1943. La ordenación como obispo tuvo lugar en la catedral de Astorga, el 13 de septiembre presidida por el nuncio en España, Gaetano Cicognani, asistido por el arzobispo de Granada, Agustín Parrado García, y el obispo de Cartagena, Miguel de los Santos Díaz Gómara.
Durante su etapa al frente de la diócesis astorgana, amplió el edificio del seminario diocesano, creó el Apostolado Social del Bierzo (Ponferrada), y publicó diversas pastorales que alcanzaron resonancia en España y en el extranjero. Fue procurador en las Cortes Españolas (1943-1946) y consejero nacional de Educación.
Falleció repentinamente a causa de una angina de pecho, durante la noche el 16 de mayo de 1956, días después de haber regresado de un viaje a Tierra Santa y Roma. En el Vaticano había sido recibido en audiencia por Pío XII.